# 感覺編碼
每種感覺行事必須先將其物理能轉換成電訊號，藉由感覺器官內受鈉器（receiver）的特殊進行傳導，使這些訊號最後能到達腦部。受鈉器是一種特殊的神經細胞或精神元，一旦受到刺激，便會將其電訊號傳向連接神經元，此訊息將前進到皮質中的收受區;不同的感覺形式會進入皮質中不同的收受區，因此，當我們經驗一個觸感，此經驗其實是發生在我們的腦部而非皮膚，你或許也有這種經驗;當我們對自己搔癢時，總是不怕癢，是因為大腦已經知道接下來的行為，預先做好了準備，即使受鈉器接收到了相同刺激也不會有癢的反應。

## 資料來源
- 管理心理學 提升管理效能與品質 路洛、高旭繁 等著